# Expo 2005

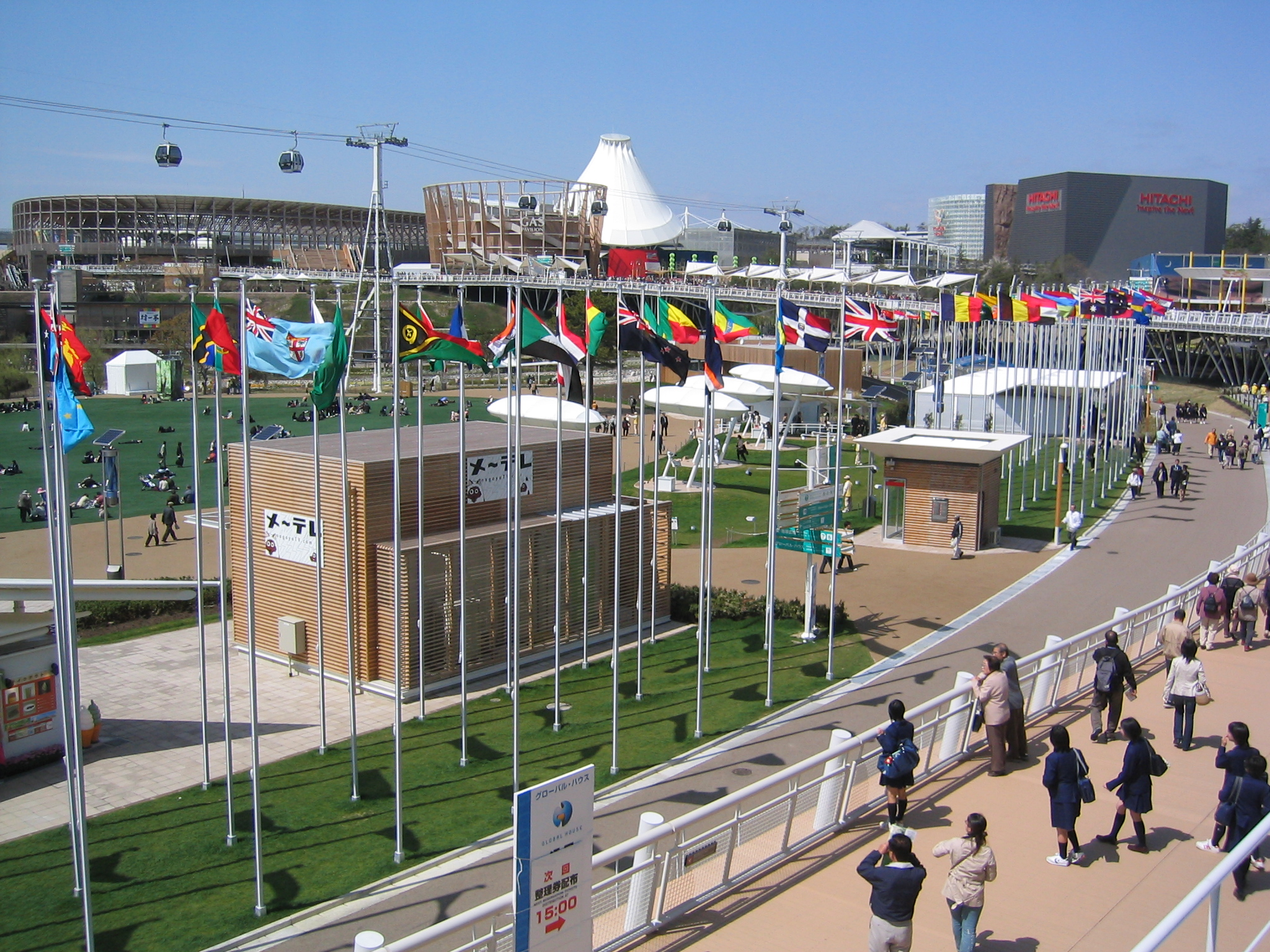
Il sito dell'Expo con i padiglioni sullo sfondo

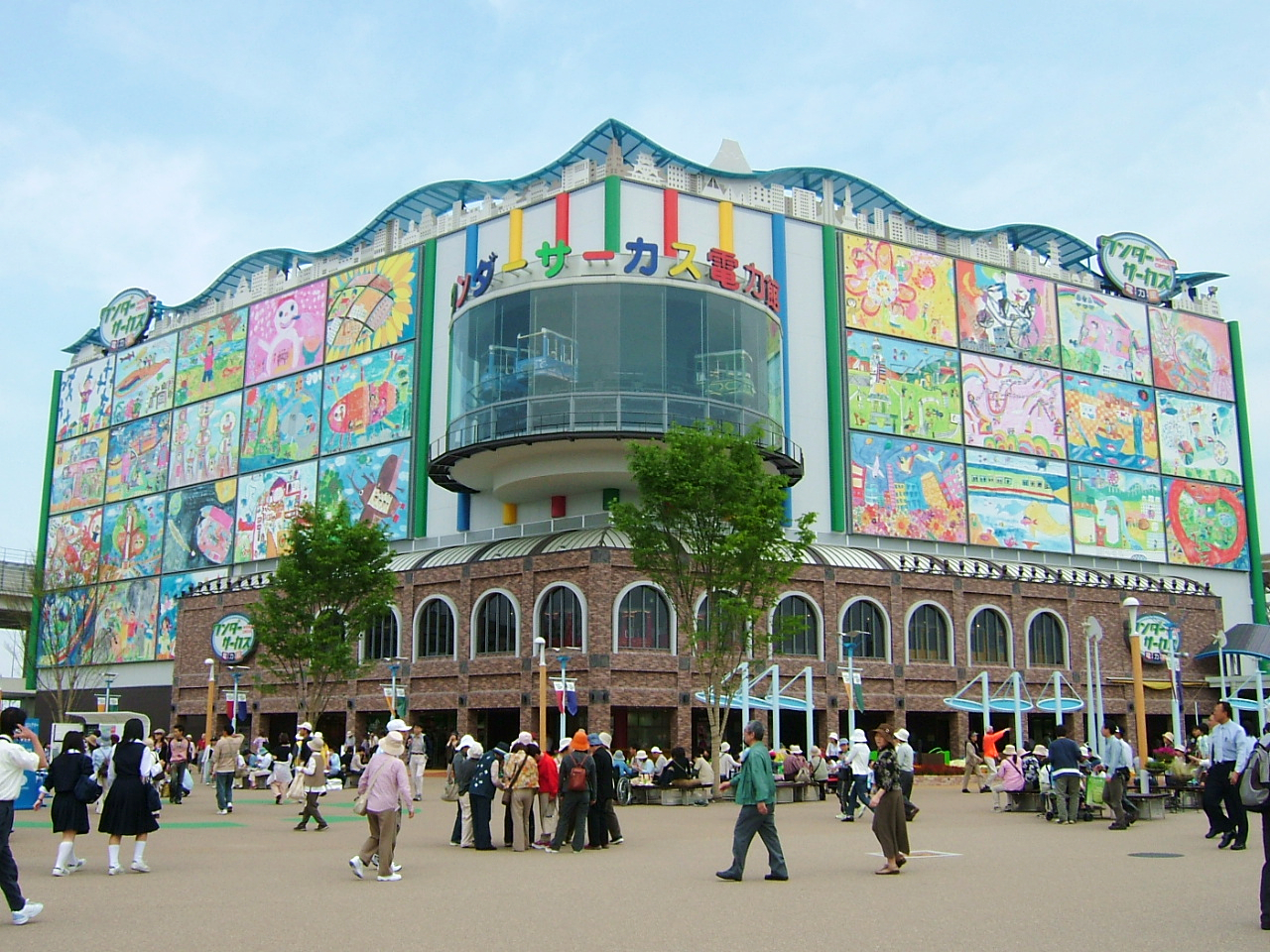
"Wonder Circus", il padiglione dell'energia elettrica

L'Expo 2005 (ufficialmente (EN)  the 2005 World Exposition, Aichi, Japan) fu un'esposizione universale (formalmente International Registered Exhibition) e venne organizzata dalla prefettura di Aichi, Giappone, a est di Nagoya, tra il 25 marzo e il 25 settembre 2005. Dopo l'esperienza di Osaka (Expo 1970) è stata la seconda Expo Universale del Giappone. Il Paese del Sol Levante organizzò anche le esposizioni specializzate di Okinawa (Expo 1975) e Tsukuba (Expo 1985), e l'Esposizione Orticola di Osaka (Expo 1990). Inoltre è prevista per il 2025 una nuova Esposizione universale a Osaka, con il nome di Expo 2025 Osaka Kansai.
Il tema dell'Expo fu La saggezza della Natura, con cui si mirava a parlare di temi quali l'ecologia, le tecnologie rinnovabili e le meraviglie della natura. In giapponese il concetto base della Expo è stato interpretato dalla frase Ai-chikyūhaku (愛・地球博), ovvero "Ama la Expo della Terra".
Il sito principale dell'esposizione era una zona forestale di Nagakute, a est di Nagoya, e si estendeva su un'area di circa 1,73 chilometri quadrati.

## Tema
Il tema dell'esposizione fu Nature's Wisdom (La saggezza della Natura) e lo scopo quello di promuovere la conoscenza e la comprensione del rapporto fra le attività umane e la natura, al fine di rivisitare le relazioni tra tecnologia e stile di vita dell'uomo, e incoraggiare lo scambio di idee riguardo alla preservazione dell'ecosistema. Si volle inoltre contribuire allo sviluppo di strategie, metodi, tecniche e tecnologie al riguardo, presentando prototipi e dimostrazioni pratiche.
Più nello specifico vennero sviluppati i seguenti sotto-temi:
1. La matrice della Natura - Esplorare nuovi modelli di civilizzazione nell'era dello spazio, basandosi sulle nuove tecnologie così come sulle esperienze storiche. Affrontare i problemi dell'aumento della popolazione mondiale e dell'ambiente attraverso esperimenti, biotecnologie e tecnologie dell'informazione.
2. L'arte della vita
3. Sviluppo di Eco-Comunità

## Sito
La Expo 2005 è stata ospitata dalle città di Seto, Nagakute e Toyota situate all'interno della prefettura di Aichi e a est di Nagoya. L'area occupata dalla manifestazione copriva approssimativamente 173 ettari. Il sito era immerso e interamente circondato da un'area verde in cui si è organizzata la cosiddetta Esperienza della Natura, percorsi educativi guidati all'insegna del tema della Expo.
Tutte le costruzioni dell'area Expo sono state costruite col minimo impatto ambientale possibile, per simboleggiare ed esprimere al meglio il tema dell'Expo.
La Expo venne suddivisa in due aree distinte: l'Area Seto e l'Area Nagakute. le due aree erano connesse tramite un servizio di bus ibridi e una teleferica chiamata Gondola. Un'altra teleferica univa l'estremità nord e l'estremità sud dell'area Nagakute.

### Area Nagakute
Questa zona dell'esposizione raccoglieva in sé sia il tema della Saggezza della Natura che quello del Piacere del contatto con essa, permettendo al visitatore di sperimentare la Grande Sinfonia Interculturale. A sua volta quest'area venne suddivisa in sei zone:
- La zona dedicata ai padiglioni dei Paesi partecipanti

Le esposizioni dei partecipanti vennero suddivise in sei cluster. Ogni Paese ebbe a disposizione dei moduli predefiniti da combinare secondo le proprie esigenze. Questa scelta venne suggerita dalla necessità della riduzione dei costi e dall'obiettivo del minimo impatto ambientale.
- Il Forest Experience Zone
- La Zona Centrale
- La Zona del Giappone
- La zona dedicata alle esposizioni delle aziende
- La zona interattiva e dei divertimenti

### Area Seto
Quest'area dell'Expo, localizzata all'interno di un bosco, venne dedicata alla cultura satoyama che è uno stile di vita a contatto e in armonia con la Natura, secondo la visione giapponese più tradizionale. L'area fu pensata appositamente per l'interazione fra persone e Natura, e al suo interno era possibile individuare tre distinte zone:
- Il padiglione civico
- La zona istituzionale, con i padiglioni della prefettura di Aichi e del governo nazionale
- La zona satoyama

## Partecipanti
La Expo Universale 2005 di Aichi vide la partecipazione di 121 Paesi. Parteciparono inoltre numerose associazioni ed enti quali le Nazioni Unite e la Croce Rossa Internazionale.
| Paesi partecipanti   | Paesi partecipanti         | Paesi partecipanti |
| Asia                 | Asia                       | Asia               |
| -------------------- | -------------------------- | ------------------ |
| Bangladesh           | Bhutan                     | Cina               |
| Iran                 | Giordania                  | Mongolia           |
| Pakistan             | Corea del Sud              | Arabia Saudita     |
| Brunei               | Cambogia                   | Indonesia          |
| Malaysia             | Filippine                  | Qatar              |
| Thailandia           | Turchia                    | Vietnam            |
| Africa               |                            |                    |
| Angola               | Benin                      | Burkina Faso       |
| Camerun              | Ciad                       | Rep. del Congo     |
| RD del Congo         | Gibuti                     | Egitto             |
| Etiopia              | Gabon                      | Ghana              |
| Kenya                | Libia                      | Madagascar         |
| Marocco              | Mauritania                 | Nigeria            |
| São Tomé e Príncipe  | Senegal                    | Sudafrica          |
| Tanzania             | Tunisia                    | Uganda             |
| Zimbabwe             |                            |                    |
| Europa               |                            |                    |
| Austria              | Armenia                    | Azerbaigian        |
| Bosnia ed Erzegovina | Bulgaria                   | Croazia            |
| Danimarca            | Francia                    | Finlandia          |
| Germania             | Regno Unito                | Grecia             |
| Italia               | Islanda                    | Lituania           |
| Kirghizistan         | Norvegia                   | Paesi Bassi        |
| Portogallo           | Romania                    | Russia             |
| Svezia               | Svizzera                   | Tagikistan         |
| Uzbekistan           |                            |                    |
| Americhe             |                            |                    |
| Argentina            | Belize                     | Bolivia            |
| Cuba                 | Costa Rica                 | Rep. Dominicana    |
| El Salvador          | Honduras                   | Messico            |
| Guatemala            | Panama                     | Perù               |
| Venezuela            |                            |                    |
| Oceania              |                            |                    |
| Australia            | Figi                       | Kiribati           |
| Micronesia           | Nuova Zelanda              | Palau              |
| Samoa                | Isole Salomone             | Tonga              |
| Vanuatu              |                            |                    |
| Stati/Regioni/Città  |                            |                    |
| Aichi                | • Chūbu                    | Nagoya             |
| Organizzazioni       |                            |                    |
| ONU                  | Croce Rossa Internazionale | • ITTO             |
| Aziende              |                            |                    |

### Padiglioni nazionali
Ogni Paese partecipante organizzò, come prassi durante le Esposizioni, un padiglione tematico incentrato sul tema della Expo La Saggezza della Natura. Alcuni dei Paesi presenti unirono le proprie esposizioni in un unico padiglione collettivo, detto cluster. In totale erano presenti sei di queste particolari strutture espositive comuni:
- Asia centrale

Uzbekistan, Kazakistan, Kirghizistan e Tagikistan organizzarono un padiglione comune basato sul tema dello scambio culturale tra Est e Ovest dal titolo Scambi di Tempo.
- America centrale

Un secondo padiglione collettivo venne organizzato da El Salvador, Guatemala, Costa Rica, Nicaragua, Panama, Belize e Honduras.
- Comunità andina

Bolivia, Colombia, Ecuador, Perù e Venezuela costituirono un padiglione unico basato sul dualismo tra il paesaggio andino e quello dell'Amazzonia.
- Padiglione nordico

Le cinque nazioni nordiche d'Europa (Islanda, Norvegia, Svezia, Danimarca e Finlandia) organizzarono un padiglione comune dal tema Oasi del Nord focalizzato sulla particolare armonia che i popoli nordici hanno con la Natura.
- Caucaso

Azerbaigian, Armenia e Georgia riunirono le proprie esibizioni in un unico padiglione dal tema Salute e Longevità che trattava del particolare stile di vita degli abitanti del Caucaso che permette loro di essere considerati tra i popoli più longevi della Terra.
- Africa

Tutte le nazioni africane partecipanti (meno l'Egitto) si riunirono in un unico grande padiglione collettivo dal tema generale La grande ballata d'Africa.

### Premi finali
Al termine dell'Esposizione vennero assegnati, da un'apposita giuria, due premi per i padiglioni:
1. Per il miglior design, interno ed esterno, e per la migliore espressione del tema della Expo;
2. Per il miglior messaggio consegnato dal padiglione nazionale.

Ogni premio prevedeva categorie diverse a seconda della dimensione del padiglione. In tabella vengono riassunti i vincitori:
|                                  | Premio 1      | Premio 1 | Premio 1      | Premio 2                     | Premio 2   | Premio 2    |
|                                  |               |          |               |                              |            |             |
| Categoria A 4 o più moduli       | Corea del Sud | Spagna   | Regno Unito   | Germania                     | Francia    | Stati Uniti |
| Categoria B da 1,5 a 3 moduli    | Turchia       | Messico  | Grecia        | Messico                      | Australia  | Malaysia    |
| Categoria C 1 modulo o meno      | Filippine     | Marocco  | Nuova Zelanda | Paesi Bassi                  | Sudafrica  | Indonesia   |
| Categoria D padiglioni congiunti | Venezuela     | Kenya    | Uzbekistan    | Padiglione andino-amazzonico | Madagascar | Kenya       |

## Immagine dell'Expo

### Logo
Il significato dell'Expo 2005 è racchiuso nel simbolo che la contraddistingue. Il logo infatti richiama i concetti di attenzione, cura e considerazione per la Natura, che diventano una proposta pratica ed effettiva e un obiettivo possibile; vuole inoltre esprimere il concetto di rinascita della Terra.

### Mascotte
Morizo e Kiccoro sono le due mascotte ufficiali della Expo 2005 di Aichi. Sono due abitanti della foresta e sono rispettivamente nonno e nipote: il primo è un antico abitante delle foreste, un anziano simpatico, gentile e molto saggio che conosce praticamente tutto ma non ha mai perso la propria curiosità ed è estremamente orgoglioso di mettere a disposizione le proprie conoscenze per l'Expo; Kiccoro invece è una piccola creatura piena di energia che vuole provare, vedere, assaporare e sperimentare qualsiasi cosa, sempre alla ricerca di nuovi amici ed anche per questo entusiasta dell'Expo.

## Dopo l'Expo
Nel luglio 2006 l'area di Nagakute è diventata la prima porzione di quello che è stato denominato Expo 2005 Aichi Commemorative Park (Parco Commemorativo dell'Expo 2005 di Aichi). Al suo interno è stata ricreata la casa di Satsuki & Mei, le due protagoniste del famoso film d'animazione Il mio vicino Totoro , è stata costruita la Children's Plaza (Piazza dei bambini) e sono state aperte parti del giardino giapponese.
La seconda porzione del parco è stata aperta nel marzo 2007 e contiene il museo dedicato all'Expo, che mostra oggetti donati dai Paesi presenti all'evento con un padiglione espositivo, una piscina al coperto e un palaghiaccio.
Nel settembre 2006, invece, nell'area Seto è stato aperto l'Aichi Kaisho Forest Center (Centro della foresta di Kaisho), che consiste in un edificio principale (l'ex Padiglione Seto) e di percorsi e sentieri che lo circondano. Questa scelta è stata effettuata per valorizzare e preservare il più possibile la foresta di Kaisho che è stata considerata da molti il cuore di Expo 2005 Aichi, ma anche per creare un luogo di aggregazione didattico.

## Selezione della città organizzatrice
La scelta di Aichi è stata ufficializzata nel 1997. Le altre sedi in lizza erano Calgary e Gold Coast.
| Votazione per Expo 2008 | Votazione per Expo 2008 | Votazione per Expo 2008 | Votazione per Expo 2008 | Votazione per Expo 2008 |
| Città                   | Paese                   | 1ª votazione            | 2ª votazione            |                         |
| ----------------------- | ----------------------- | ----------------------- | ----------------------- | ----------------------- |
| Aichi                   | Giappone                | ?                       | 52                      |                         |
| Calgary                 | Canada                  | ?                       | 27                      |                         |
| Gold Coast              | Australia               | ?                       | -                       |                         |

## Galleria d'immagini

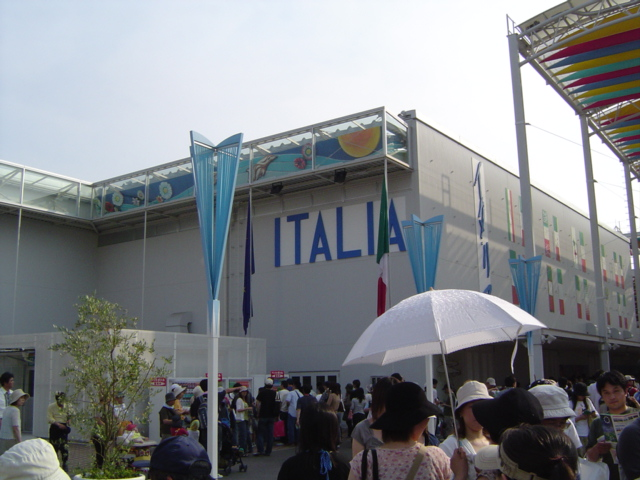
Padiglione italiano
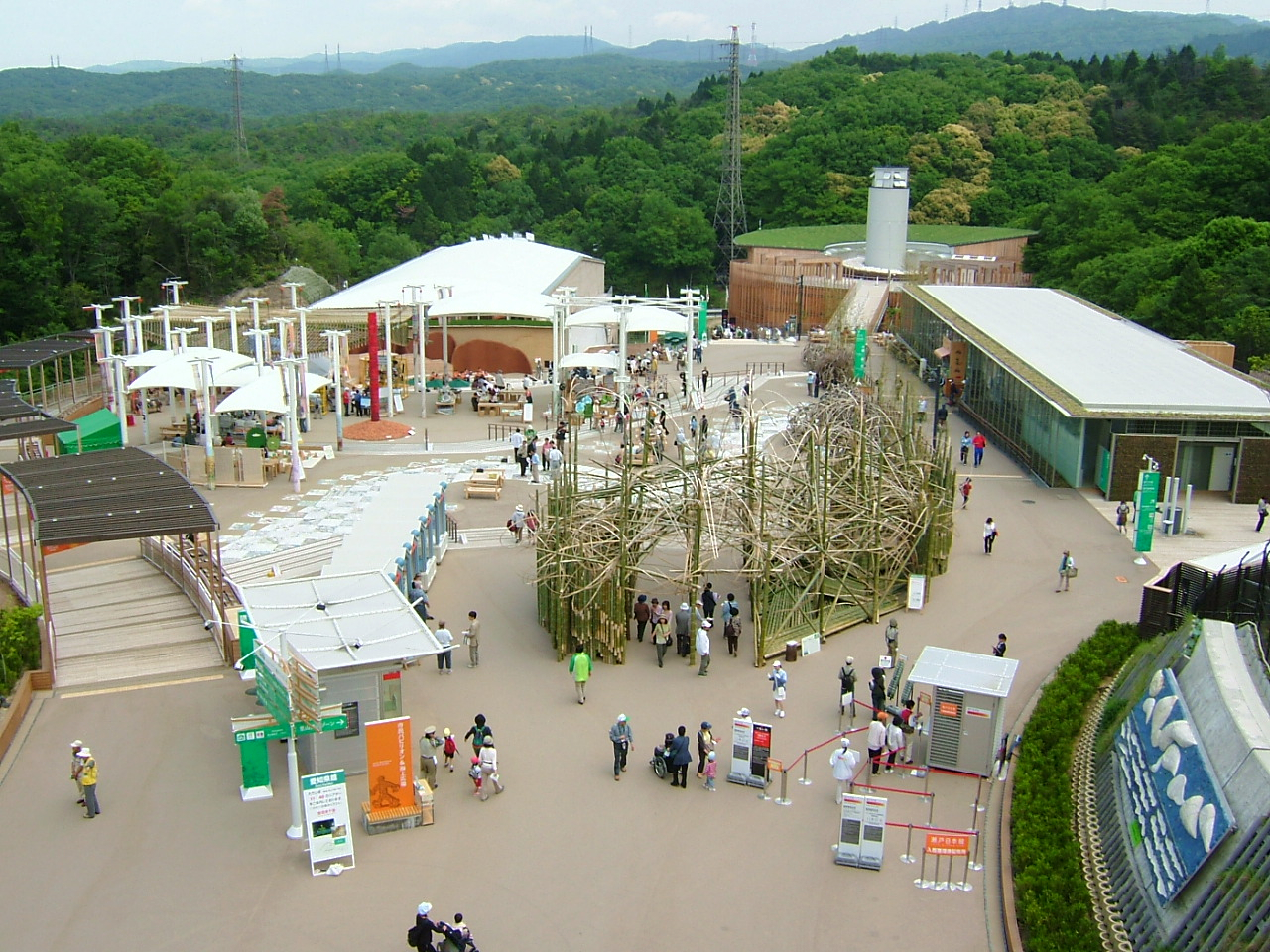
Area Seto
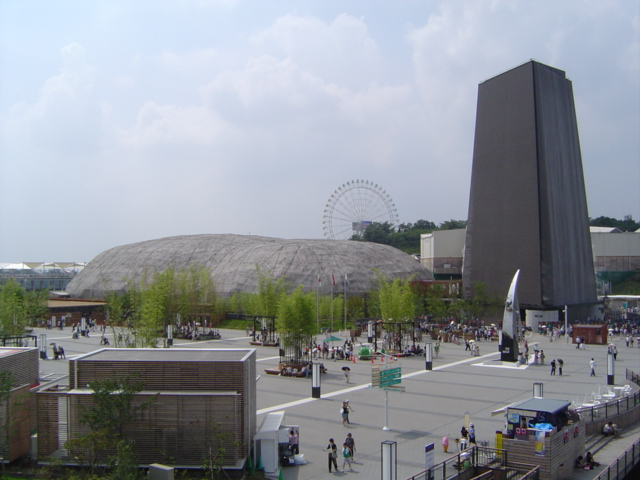
Padiglione giapponese
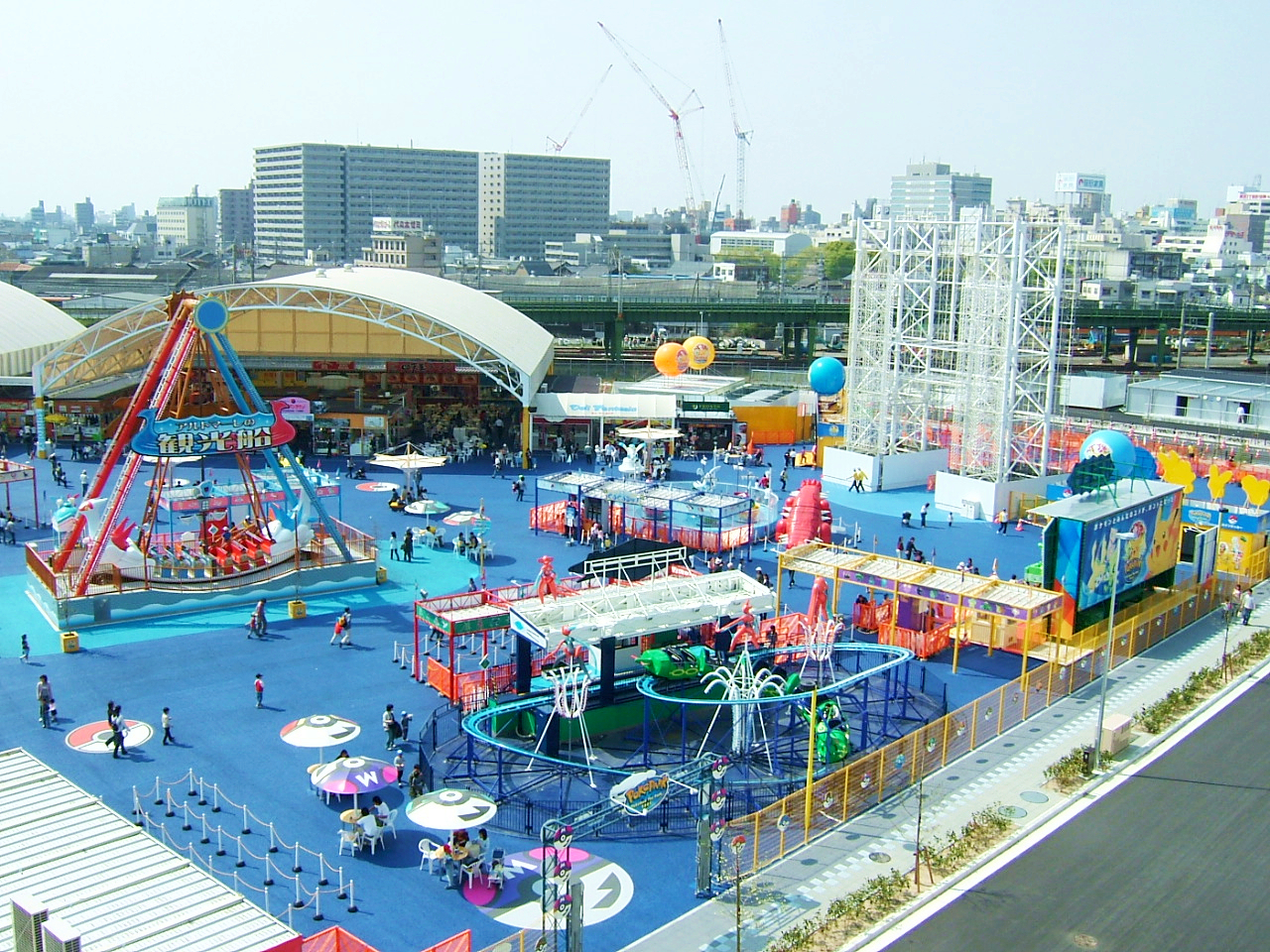
La zona del parco giochi